# Jacques Richard (écrivain, peintre)
Pour les articles homonymes, voir Jacques Richard.
Jacques Richard, né le 20 février 1951 à Bruxelles en Belgique, est un écrivain et peintre franco-belge.

## Biographie
Issu d'une famille franco-belge (père français et mère flamande), Jacques Richard a vécu une partie de son enfance en Algérie, période qu'il évoque dans ses deux premiers romans (La plage d'Oran et Petit traitre).
Avant de se consacrer à la peinture, il a étudié la musique au Conservatoire Royal de Musique de Bruxelles.
Il a enseigné le dessin et les techniques de la couleur en école supérieure, au College of Art & Design, à Bruxelles de 1989 à 2017.
Il est aussi écrivain, et publie régulièrement chez divers éditeurs depuis 2010.

## Œuvre littéraire

### Romans
- La Plage d'Oran, Éditions Albertine, Paris, 2010
- Petit Traitre, Éditions Albertine, Paris, 2012
- Le Carré des Allemands, Éditions de La Différence, Paris, 2016[4]
  - Réédition Éditions Onlit, Bruxelles, 2017[5]
  - НА СТРАНИ НЕМАЦА - Na Strana Nemaka, traduction en serbe par Ljiljana Matić, Éditions Prometej, Novi Sad, 2022[6].
- La Femme qui chante, Éditions Onlit, 2019
  - Жена коа йева - Žena koja peva, traduction en serbe par Ljiljana Matić, Éditions Prometej, 2020.
- La Course, Éditions Onlit, 2022[7]
- Jeanne en personne, Editions Lamiroy, 2025

### Nouvelles
- L'Homme, peut-être... et autres illusions, Zellige, Paris, 2014
- Scènes d'amour... et autres cruautés, Zellige, Paris, 2015
- Femme, je suis affamé !, Éditions Lamiroy, Collection Opuscules #181, Bruxelles, 2021

### Poésie
- Sur rien mes lèvres, Le Cormier, Bruxelles, 2021[8].
- Écrit sous l'eau, L'Herbe qui tremble, collection D'autre part, Billère, 2024

### Essai
- Nues + Sur le dessin, Éditions Onlit, Bruxelles, 2020

### Divers
- Tout est maintenant (Opus 43) pour Chant (Soprano) et Piano. Musique de Philippe Verkaeren. Poèmes de Jacques Richard. Éditions musicales Bayard-Nizet, Stavelot, 2016.
- Étole du jour (1ère partie - Opus 46a) pour Chant (Soprano) et Piano. Musique de Philippe Verkaeren. Poèmes de Jacques Richard. Éditions musicales Bayard-Nizet, Stavelot, 2018.
- Étole du jour (2ème partie - Opus 46b) pour Chant (Mezzo-Soprano), Alto et Piano. Musique de Philippe Verkaeren. Poèmes de Jacques Richard. Éditions musicales Bayard-Nizet, Stavelot, 2018.

### Prix et distinctions
- 2012 : Finaliste du Prix Victor Rossel, pour le roman Petit traître[9].
- 2012 : Prix Franz de Wever de l'Académie royale de langue et de littérature françaises de Belgique, pour Petit traître[10].
- 2022 : Finaliste du Grand Prix de poésie de l'Académie royale de langue et de littérature françaises de Belgique pour le recueil Sur rien mes lèvres
- 2023 : Finaliste du Prix Victor Rossel pour le roman La course[11].

## Œuvre picturale
Depuis ses débuts dans les années 1970, la peinture de Jacques Richard a évolué de la figuration classique à l'abstraction, en passant par une période (1989-2005) se rattachant à l'expressionnisme.
Son œuvre, qui alterne l'abstraction et la figuration, y compris le portrait, emprunte diverses techniques, principalement la peinture à l'huile, le dessin et la gravure.

### Reconnaissance
- 2004 : Lauréat du Prix des Arts de la Province de Brabant wallon (Gravure)
- 1983 : Prix de peinture figurative de la ville de Villeurbanne

Son travail est référencé dans Art belge au XXe siècle, Serge Goyens de Heusch,  Éditions Racine, 2006, ainsi que dans le Dictionnaire des artistes plasticiens de Belgique des XIXe et XXe siècles, aussi appelé Le Piron.